# Bong Kalo
Bong Kaloros (Ambrym, Vanuatu, 18 de enero de 1997) es un futbolista vanuatuense que juega como mediocampista en el ABM Galaxy F. C. de la Liga de Fútbol de Port Vila.

## Carrera
Debutó en 2014 jugando para el Tafea. En 2017, luego de una serie de pruebas en diversos clubes europeos, fue contratado por el Ascona suizo, aunque en 2018 regresaría a Vanuatu para firmar con el Nalkutan.

### Selección nacional
Disputó con la selección vanuatuense sub-17 los cinco encuentros del Campeonato de la OFC 2013, en donde Vanuatu fue tercero. En 2015 fue convocado para los Juegos del Pacífico en representación del combinado sub-23, con el que fue subcampeón en el torneo clasificatorio a los Juegos Olímpicos de Río de Janeiro 2016, fallando uno de los penales en la definición por esta vía en la final frente Fiyi. Con la selección sub-20 jugó el Campeonato de la OFC 2014, donde marcó dos goles; y el torneo 2016, en el que anotó en una única ocasión, pero siendo el capitán colaboró con la obtención del subcampeonato que le dio la clasificación al elenco a la Copa Mundial Sub-20 de 2017, el primer torneo de la FIFA al que clasificó un elenco de Vanuatu. En dicho evento, Kalo anotó en la derrota de su equipo por 3-2 ante México y nuevamente pero en dos ocasiones ante Alemania.
Con la selección mayor hizo su debut el 7 de noviembre de 2015 en un amistoso ante Fiyi que fue empate 1-1. Al año siguiente fue convocado para la Copa de las Naciones de la OFC 2016, en la que disputó los encuentros ante las Islas Salomón y el seleccionado fiyiano en la fase de grupos, en la que Vanuatu fue eliminada.

## Estadísticas

### Clubes
Actualizado al último partido disputado el 9 de agosto de 2022.
| Club                     | Div.          | Temporada     | Liga  | Liga  | Copas nacionales | Copas nacionales | Copas internacionales | Copas internacionales | Total | Total |
| Club                     | Div.          | Temporada     | Part. | Goles | Part.            | Goles            | Part.                 | Goles                 | Part. | Goles |
| ------------------------ | ------------- | ------------- | ----- | ----- | ---------------- | ---------------- | --------------------- | --------------------- | ----- | ----- |
| Tafea F. C. Vanuatu      | 1.ª           | 2013-14       | 0     | 0     | —                | —                | 3                     | 1                     | 3     | 1     |
| Tafea F. C. Vanuatu      | 1.ª           | 2014-15       | 0     | 0     | —                | —                | 3                     | 0                     | 3     | 0     |
| Tafea F. C. Vanuatu      | Total club    | Total club    | 0     | 0     | 0                | 0                | 6                     | 1                     | 6     | 1     |
| F. C. Ascona · Suiza     | 5.ª           | 2017-18       | 8     | 1     | 0                | 0                | —                     | —                     | 8     | 1     |
| F. C. Ascona · Suiza     | Total club    | Total club    | 8     | 1     | 0                | 0                | 0                     | 0                     | 8     | 1     |
| Nalkutan F. C. Vanuatu   | 1.ª           | 2017-18       | 0     | 0     | 0                | 0                | 1                     | 1                     | 1     | 1     |
| Nalkutan F. C. Vanuatu   | Total club    | Total club    | 0     | 0     | 0                | 0                | 1                     | 1                     | 1     | 1     |
| Lautoka F. C. Fiyi       | 1.ª           | 2018-19       | 4     | 0     | 0                | 0                | 3                     | 1                     | 7     | 1     |
| Lautoka F. C. Fiyi       | Total club    | Total club    | 4     | 0     | 0                | 0                | 3                     | 1                     | 7     | 1     |
| ABM Galaxy F. C. Vanuatu | 1.ª           | 2019-20       | 0     | 0     | 0                | 0                | 1                     | 1                     | 1     | 1     |
| ABM Galaxy F. C. Vanuatu | 1.ª           | 2021-22       | 0     | 0     | 0                | 0                | 3                     | 2                     | 3     | 2     |
| ABM Galaxy F. C. Vanuatu | Total club    | Total club    | 0     | 0     | 0                | 0                | 4                     | 3                     | 4     | 3     |
| Total carrera            | Total carrera | Total carrera | 12    | 1     | 0                | 0                | 14                    | 6                     | 26    | 7     |